# Café du Croissant

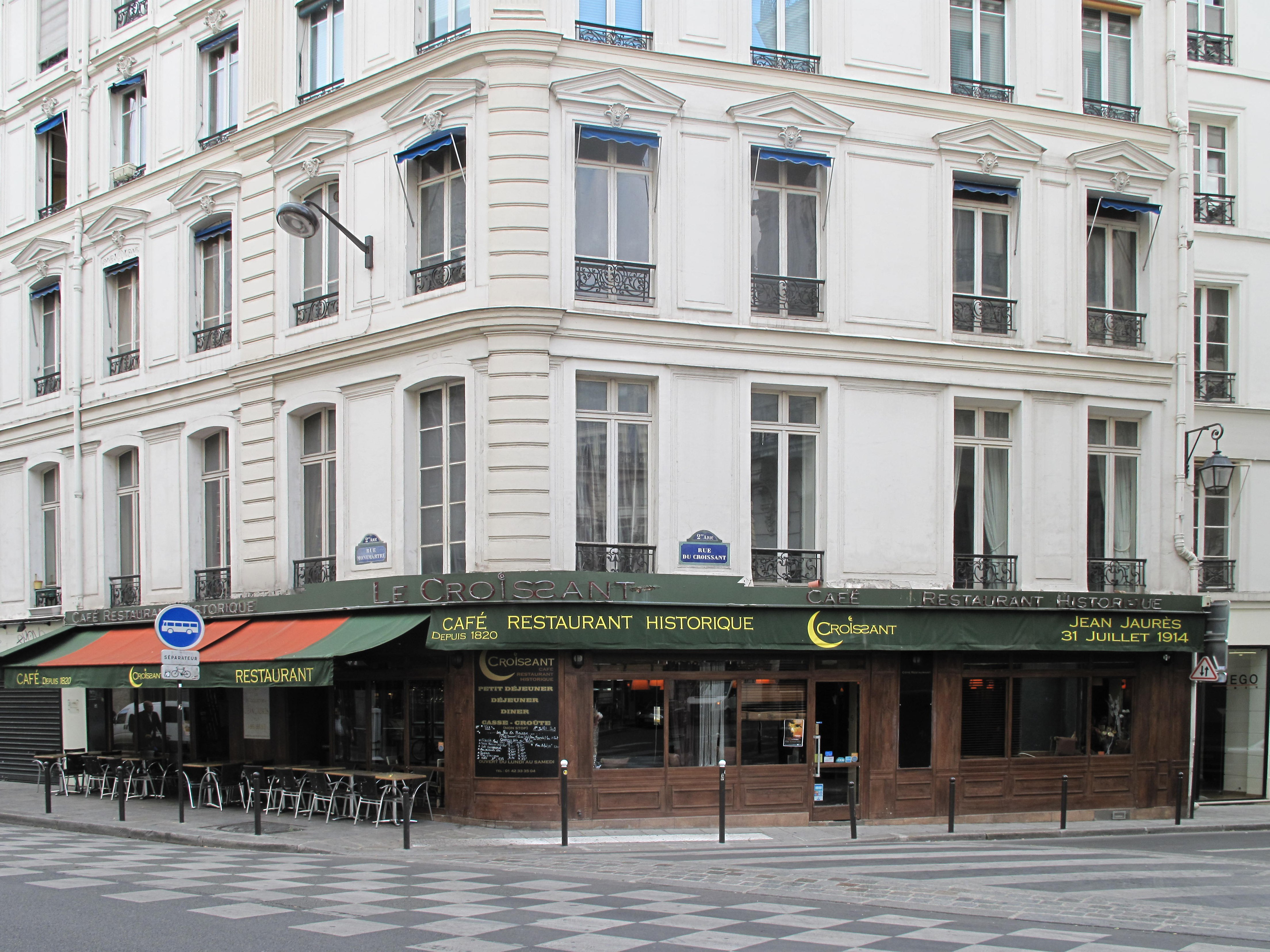
Café du Croissant mit der Gedenktafel (auf dem Foto unten links)

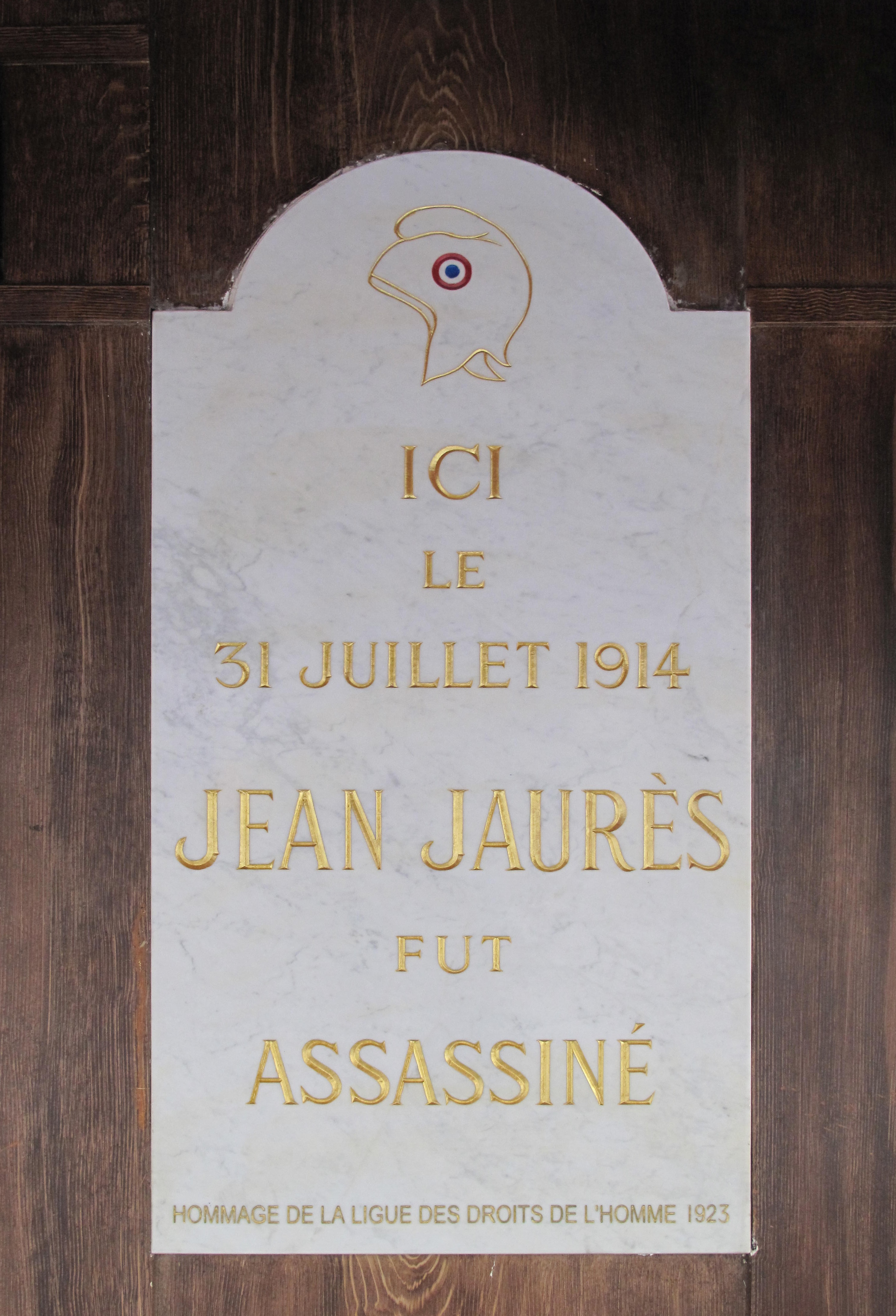
1923 Liga für Menschenrechte: Tafel zum Gedenken an Jean Jaurès

Das Café du Croissant, seit 2011 La taverne du croissant, ist ein historisches Pariser Café an der Ecke Rue Montmartre 146 und der Rue du Croissant.

## Geschichte
Bekannt wurde das Café durch ein Attentat. Am 31. Juli 1914, dem Tag vor der Generalmobilmachung Deutschlands und Frankreichs zum Kriege, ermordete der Nationalist Raoul Villain den im Café sitzenden sozialistischen Politiker Jean Jaurès vom Trottoir aus mit Schüssen durchs offene Fenster.
Im August 2011 wurde das Café renoviert und in Taverne umbenannt (La taverne du croissant – Bistrot – Brasserie – Paris, siehe Website unten).

## Anmerkung
1. ↑  1915 lebte Trotzki in Sèvres im Exil. Bei der Gelegenheit suchte der glühende Jean-Jaurès-Verehrer jenes Café auf, in dem im Vorjahr der Mord geschah. Trotzki schreibt vierzehn Jahre später im Kapitel 19 – Paris und Zimmerwald – seiner Erinnerungen: „Jaurès war nicht mehr. Ich besuchte das Café du Croissant, wo Jaurès ermordet worden war. Ich wollte seine Spuren finden. Politisch stand ich Jaurès fern. Aber es war unmöglich, die Anziehungskraft dieser gewaltigen Persönlichkeit nicht zu fühlen. Jaurès’ geistige Welt, die aus nationalen Traditionen, … aus Liebe zu den Erniedrigten und aus poetischer Phantasie bestand, trug ebenso scharf ausgesprochen aristokratische Züge, wie das geistige Antlitz Bebels plebejisch einfach war. Und doch überragten sie beide um Haupteslänge die Erben, die sie hinterlassen hatten. Ich hatte Jaurès in Pariser Volksversammlungen, auf internationalen Kongressen und in Kommissionen sprechen hören …“